# Otuzikilər
Otuzikilər è un comune dell'Azerbaigian situato nel distretto di Bərdə. Conta una popolazione di 2 280 abitanti.